# Ung på scen
Ung På Scen är en kulturfestival som anordnas av Lunds Ungdomstings kulturutskott sedan 2004. Kulturutskottet startades då idén om en ungdomsfestival kom upp. I år, 2014 firar Ung på Scen 10 år genom att anordna en ännu bättre festival på kulturhuset Stenkrossen.
Ung På Scen har hittills varit en endagsfestival som hittills hållits strax innan skolavslutningen på Vita Scenen i Lunds Stadspark. Tanken bakom festivalen är att främja ung kultur och scenkonst i åldrarna 12 - 25 med en lokal anknytning till Lund. Även att erbjuda ett gratis alternativ till de som inte är välkomna eller sugna på alkoholrelaterade sammanhang. På scenen har det varit dans, modevisningar, poesi, foto- och bildkonst, utebio och musik. 2014 satsar man på att en bredare festival som strävar efter att blanda alla typer av scenkonst, inte bara musik.
Ung på scen anordnas av en grupp aktiva ungdomar från Lunds ungdomsting med stöd från Ungdomsombuden Ellie och Lovisa och en Stenkrossenrepresentant.
Personer och artister som har medverkat är bl.a. Behrang Miri, Holly Ebraheim, Anton Jansson, Love Kjellsson, Sandy Mouche och Bad Sneakers, oxilt, Loke Nyberg, Östblocket och ca 50 övriga lokala band.